# L. Birge Harrison

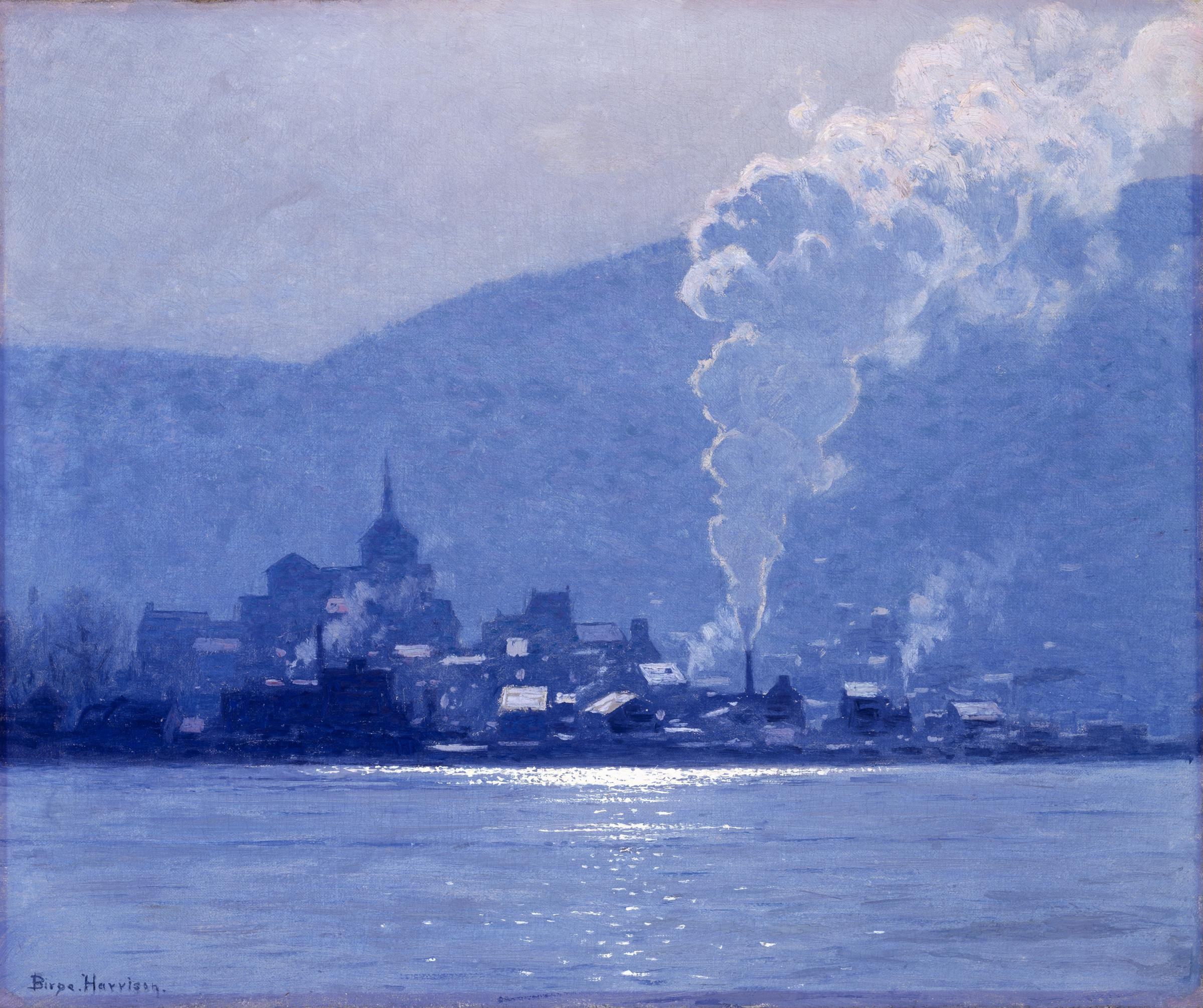
Birge Harrison: A Puff of Steam, ca. 1910. Museum of Fine Arts, Houston

Lovell Birge Harrison (* 28. Oktober 1854 in Philadelphia, Pennsylvania; † 13. Juli 1929 in Woodstock, New York) war ein US-amerikanischer Genre- und Landschaftsmaler, Lehrer und Schriftsteller. Er gilt als prominenter Vertreter des Tonalismus.

## Leben

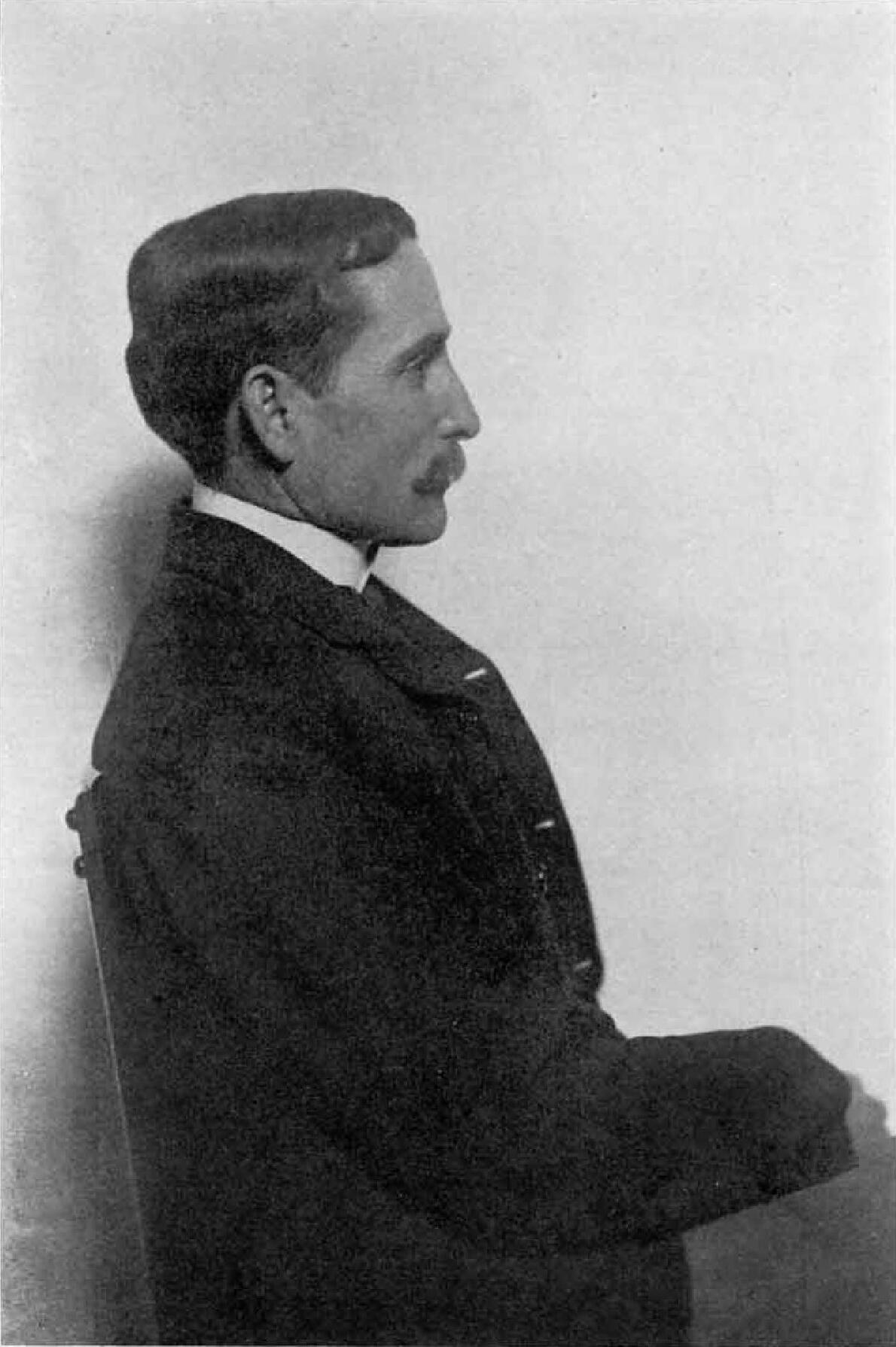
L. Birge Harrison, um 1900. Art Institute of Chicago

Birge Harrison wurde am 28. Oktober 1854 als Sohn einer angesehenen Familie in Pennsylvania geboren. Seine Eltern förderten sein Interesse an der Kunst, und als kleine Jungen durften Birge und sein Bruder Alexander die Ateliers von Thomas Sully und James Reid Lambdin in Philadelphia besuchen, um den Künstlern bei der Arbeit zuzusehen. 1874 begann Birge Harrison sein Kunststudium bei Thomas Eakins im Philadelphia Sketch Club, der ihn lehrte, wie wichtig es ist, einen persönlichen Stil zu entwickeln. Birge Harrison nannte Eakins später als Vorbild für seine eigenen Lehrmethoden. 1876 setzte er seine Ausbildung zusammen mit seinem Bruder in Paris fort, wo er in das Atelier des Malers Émile Auguste Carolus-Duran eintrat. Außerdem besuchte er Kurse an der renommierten École de Beaux-Arts. Sein besonderes Interesse galt den Werken der Tonalisten, die mit Texturen und Farben Emotionen wecken. In den Sommermonaten besuchte Birge Harrison Künstlerkolonien, wo er seine Liebe zur Freilichtmalerei entdeckte. In einer dieser Kolonien lernte er auch seine Frau kennen, die australische Malerin Eleanor Ritchie. 1882 kaufte die französische Regierung sein Gemälde November, eines der ersten amerikanischen Werke, das von Frankreich erworben wurde.
Birge Harrison und seine Frau verließen Frankreich 1883 und bereisten in den folgenden Jahren die ganze Welt. 1885 kehrten sie nach Frankreich zurück, bevor sie 1889 nach Australien aufbrachen, wo sie zwei Jahre lang lebten. 1891 kehrten die Harrisons in die Vereinigten Staaten zurück und ließen sich in Kalifornien nieder. Birge Harrisons Frau starb 1895 an Komplikationen, als sie ihr erstes Kind erwartete. Er heiratete 1896 erneut und ließ sich in Massachusetts nieder, wo er begann, schneebedeckte Landschaften zu malen, die zu seinen bekanntesten Motiven wurden.
1904 stellte Ralph Whitehead Birge Harrison als Lehrer in der von ihm gegründeten Künstlerkolonie Brydcliffe in Upstate New York ein. Harrison zog in das nahe gelegene Woodstock und unterrichtete ein Jahr lang in der Kolonie. 1906 wurde das Sommerprogramm der Art Students League von Connecticut nach Woodstock verlegt. Harrison wurde gebeten, die Schule zu leiten, und nahm an. Birge Harrison wurde schnell ein sehr einflussreicher und beliebter Lehrer unter den Kunststudenten. Er widmete seinen Unterricht ausschließlich der Landschaftsmalerei und schrieb 1909 ein Buch zu diesem Thema. Er lehrte seine Studenten, Landschaften mit Gefühl zu malen. Seine eigenen Werke zeichnen sich durch weiches Licht und gedämpfte Farben aus, die eine spirituelle Verbindung zum Land zeigen. Obwohl er 1911 seine Lehrtätigkeit aufgab, lebte Harrison für den Rest seines Lebens in Woodstock und blieb in der Künstlergemeinschaft aktiv.
Im Jahr 1908 reiste Birge Harrison mit seiner Frau in die südliche Hafenstadt Charleston, South Carolina. Während seines Aufenthalts schuf er mehrere ruhige Straßenszenen sowie poetische Ansichten des Hafens von Charleston. Harrison hatte auch einen großen Einfluss auf eine junge Künstlerin namens Alice Ravenel Huger Smith. Harrison nutzte die Küche ihrer Familie als sein Atelier und bot Smith informellen Unterricht und Kritik an ihren Arbeiten an. Harrison überzeugte auch seinen ehemaligen Woodstock-Schüler Alfred Hutty, Charleston zu besuchen. Hutty zog schließlich in die Stadt und wurde zusammen mit Smith zu einer der führenden Persönlichkeiten der Charleston Renaissance, einer künstlerischen Wiederbelebung in den 1920er Jahren.
Birge Harrison stellte bis weit in die zwanziger Jahre hinein zusammen mit seinem Bruder und allein seine Werke aus. Allerdings war der Tonalismus gegen Ende seiner Karriere in Ungnade gefallen, da sich Publikum und Kritiker für modernere Kunst interessierten. Heute befinden sich seine Werke in vielen privaten und öffentlichen Kunstsammlungen wie dem Smithsonian American Art Museum, dem National Academy Museum, dem Fine Arts Museum of San Francisco und dem Musée d’Orsay in Paris.

## Werk
Birge Harrison zeigte sich von den Werken der französischen Impressionisten beeindruckt, äußerte jedoch Vorbehalte hinsichtlich der Verwendung intensiver Farben. Stattdessen wandte er sich dem Stil der Schule von Barbizon zu, die eine romantischere Auffassung der Natur vertrat. Harrison erlangte Bekanntheit für seine poetischen Darstellungen von Winterlandschaften. Im Jahr 1909 veröffentlichte er ein Buch über Landschaftsmalerei, das zum Standardwerk über dieses Thema wurde. Nach seinem Ableben im Jahr 1929 wurde sowohl seine Technik als auch seine Ideale, die inzwischen an Relevanz verloren hatten, von Künstlerkollegen und Kritikern als sentimental und überholt verspottet.

## Auswahl

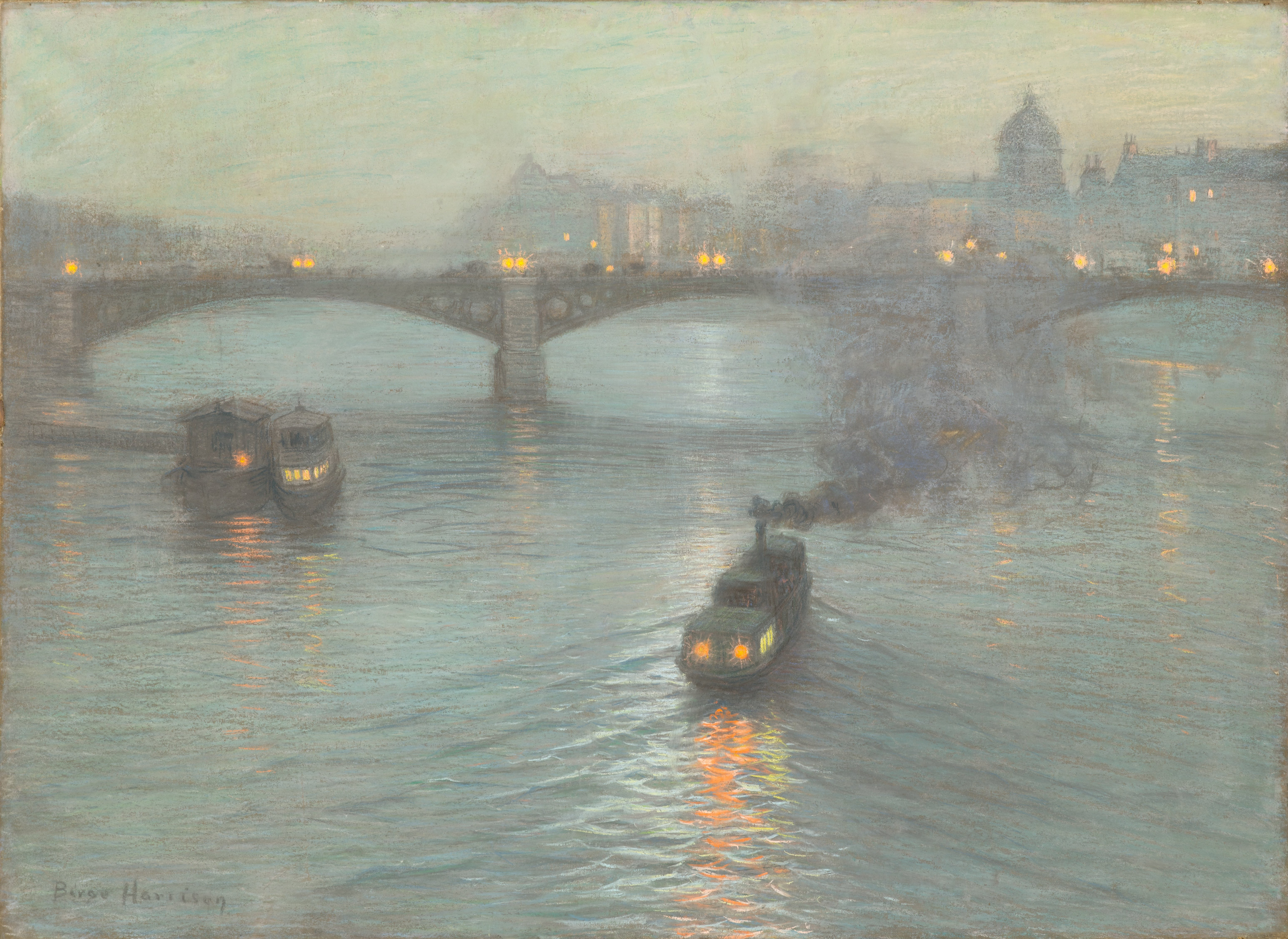
Evening on the Seine, ca. 1888. North Carolina Museum of Art
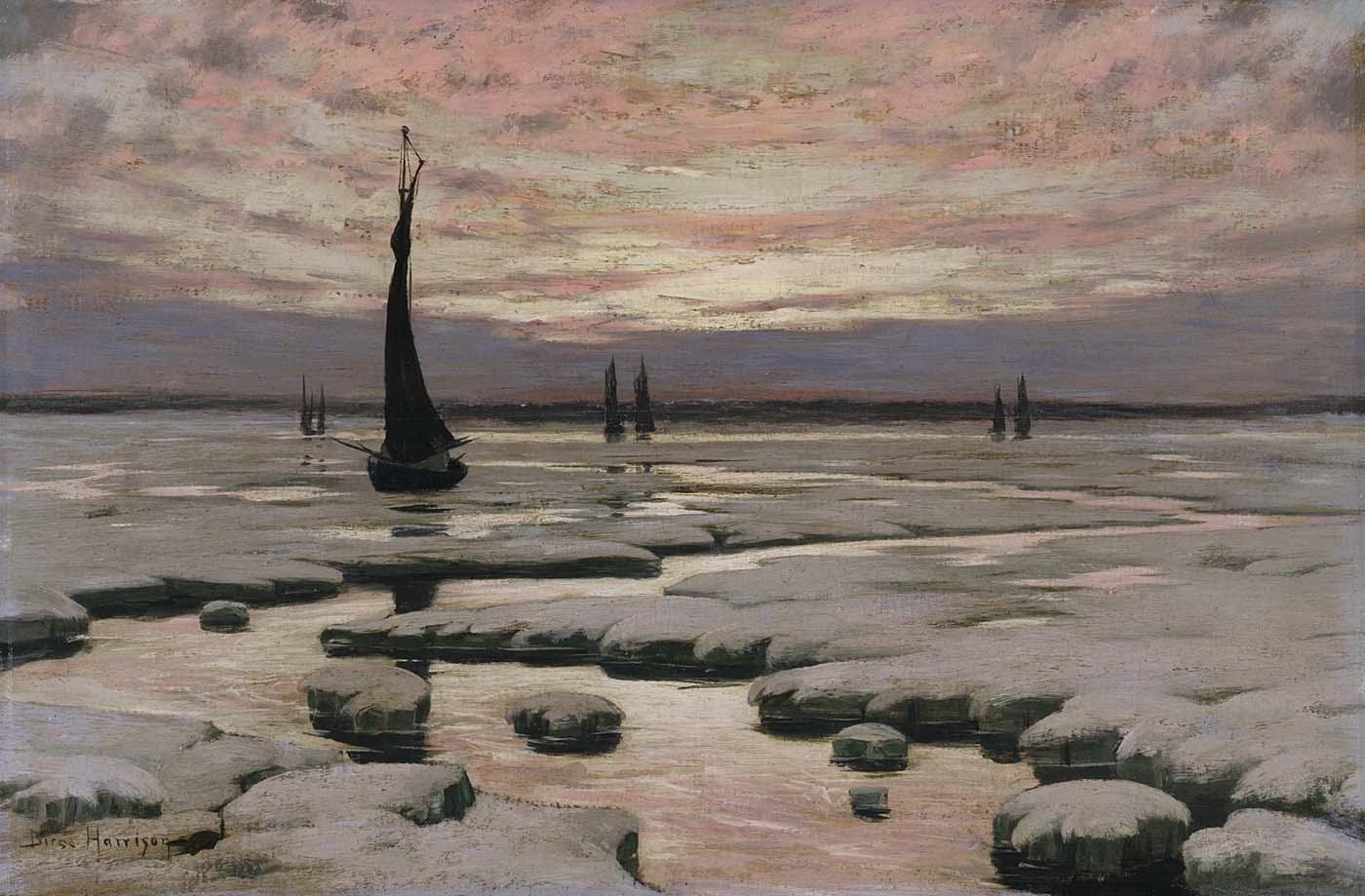
Winter Sunset, ca. 1890. Smithsonian American Art Museum
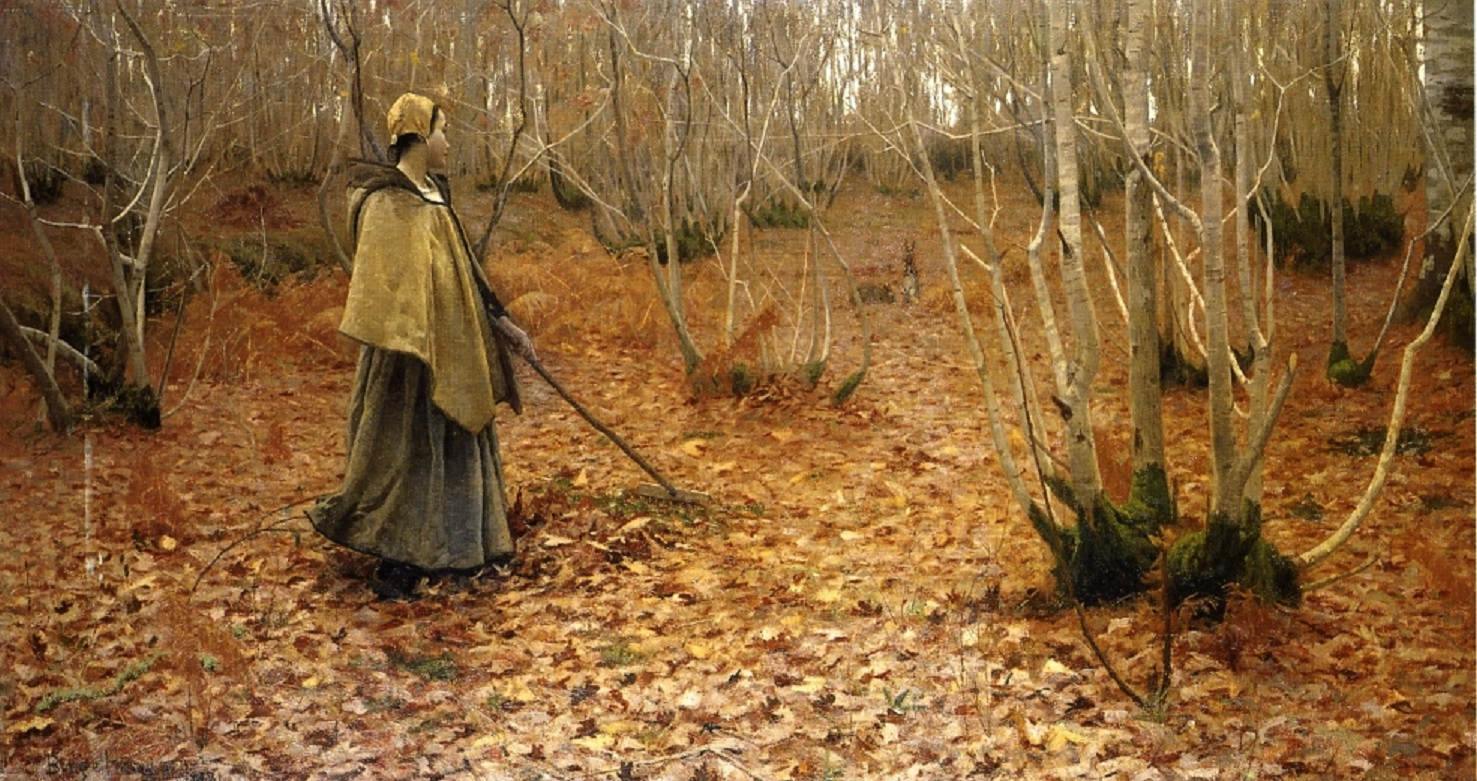
November, 1881. Musée des Beaux-Arts, Rennes
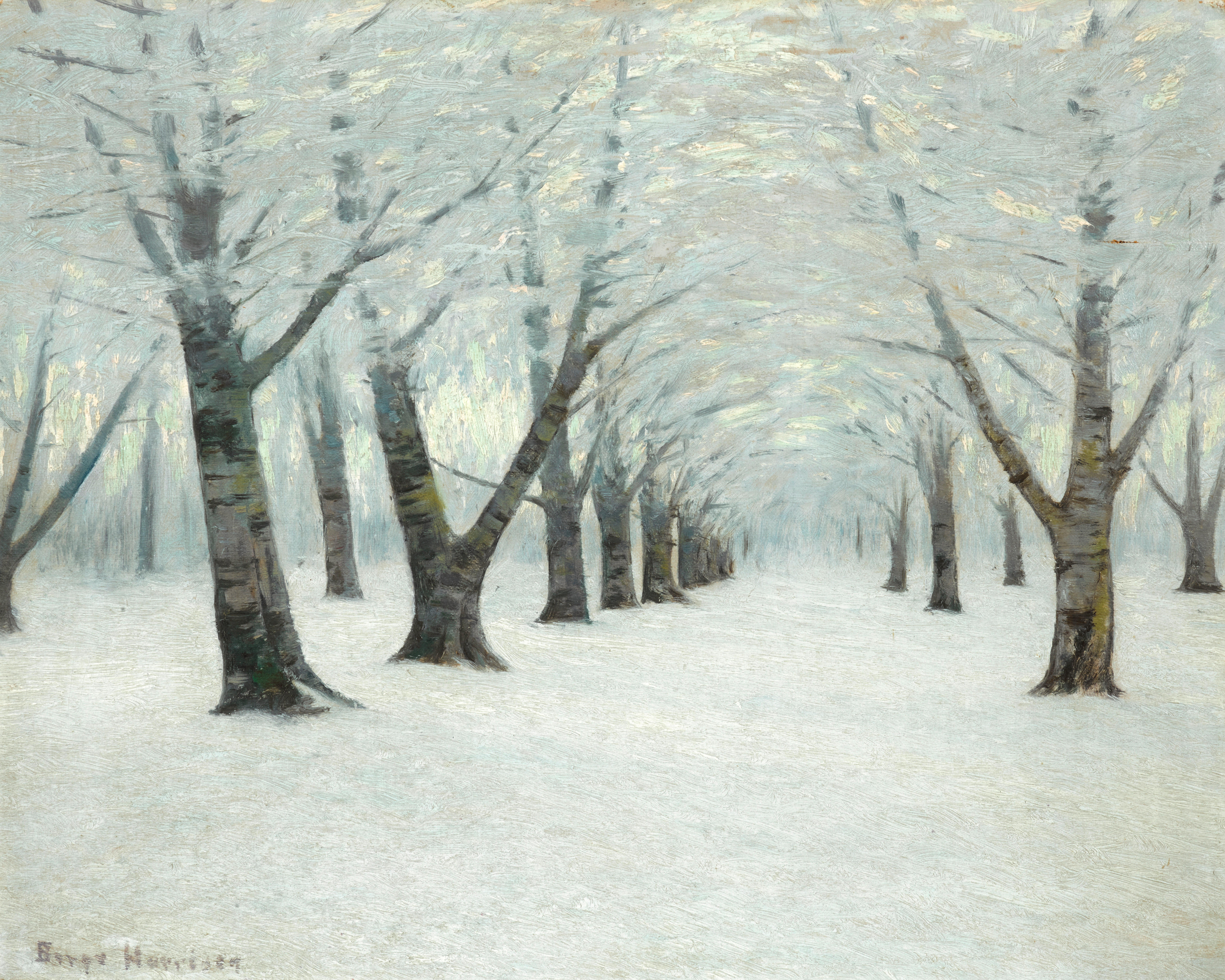
Tunnel of Trees in Winter. Privatsammlung
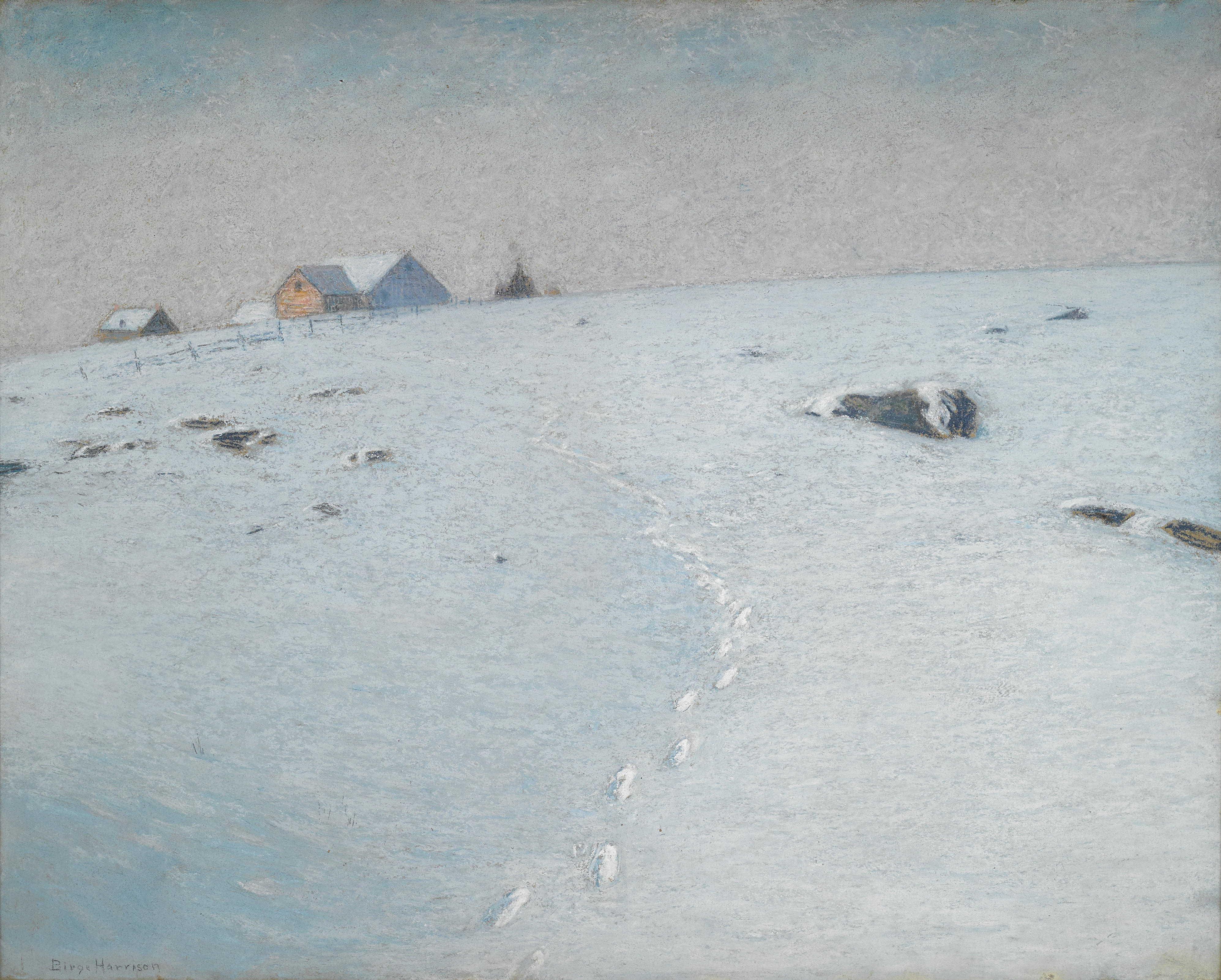
The Hill Crest Farm (Pastel auf Karton). Privatsammlung
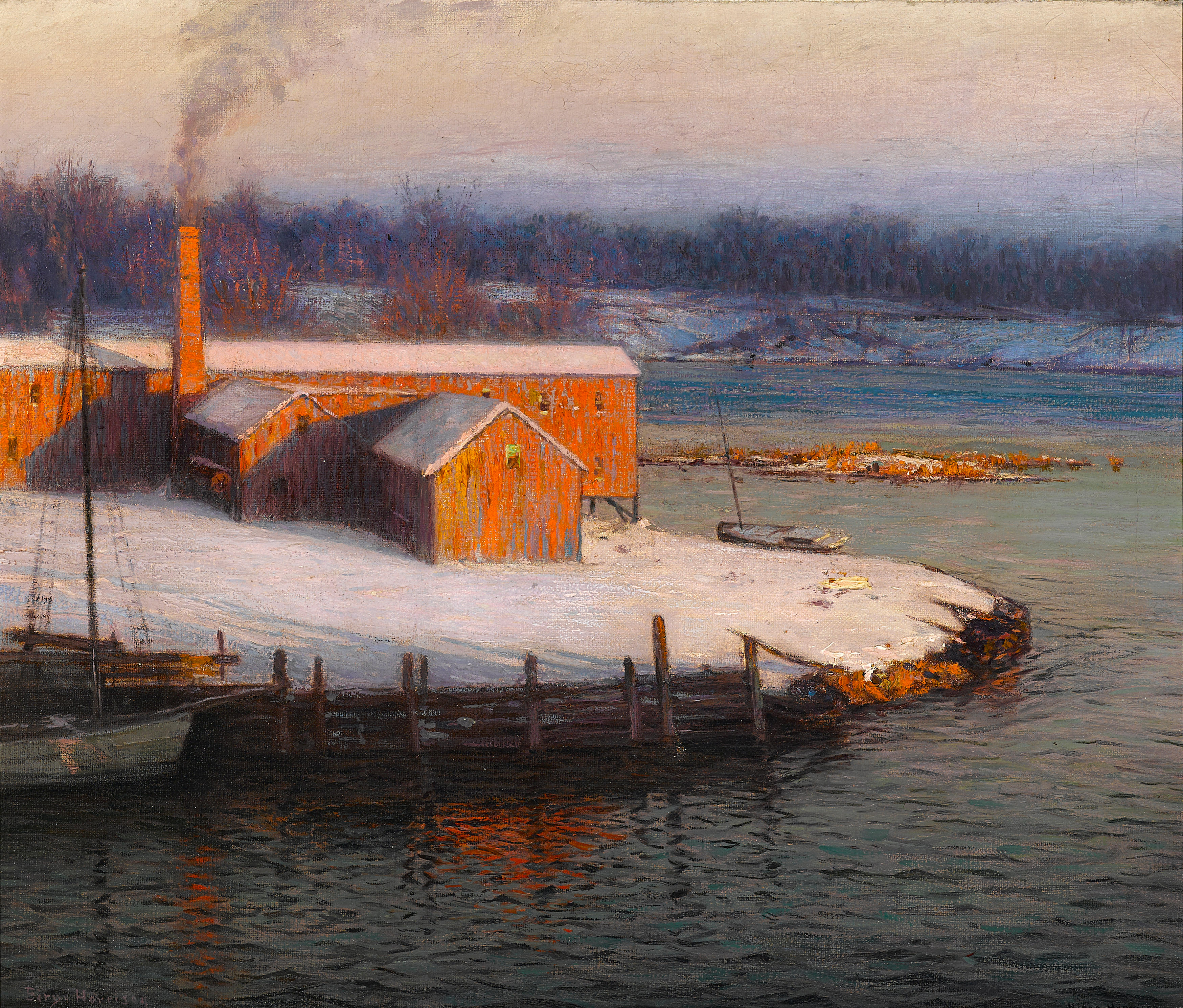
The Red Mill at Cos Cob. Privatsammlung